# Karl-Markus Gauß
Karl-Markus Gauß (n. 14 mai 1954, Salzburg, Austria) este un scriitor austriac de limbă germană.

## Opere
- Im Wald der Metropolen, Zsolnay Verlag 2010, Viena ISBN: 978-3-552-05505-6
- Zu früh, zu spät, Zsolnay Verlag 2007, Viena ISBN: 3-552-05397-2
- Die versprengten Deutschen. Unterwegs in Litauen, durch die Zips und am Schwarzen Meer. Paul Zsolnay Verlag, Viena 2005 ISBN: 3-552-05354-9
- Wirtshausgespräche in der Erweiterungszone. Otto Müller Verlag, Salzburg 2005 ISBN: 3-7013-1102-1
- Die Hundeesser von Svinia. Paul Zsolnay Verlag, Viena 2004 ISBN: 3-552-05292-5
- Von nah, von fern. Ein Jahresbuch. Paul Zsolnay Verlag, Viena 2003 ISBN: 3-552-05286-0
- Mit mir, ohne mich. Ein Journal. Paul Zsolnay Verlag, Viena 2002 ISBN: 3-552-05181-3
- Die sterbenden Europäer. Unterwegs zu den Sepharden von Sarajevo, Gottscheer Deutschen, Arbëreshe, Sorben und Aromunen. Paul Zsolnay Verlag, Viena 2001 ISBN: 3-552-05158-9
- Der Mann, der ins Gefrierfach wollte. Albumblätter. Paul Zsolnay Verlag, Viena 1999 ISBN: 3-552-04936-3
- Ins unentdeckte Österreich. Nachrufe und Attacken. Paul Zsolnay Verlag, Viena 1998 ISBN: 3-552-04878-2
- Das europäische Alphabet. Paul Zsolnay Verlag, Viena 1997 ISBN: 3-552-04827-8
- Ritter, Tod und Teufel. Essay. Wieser Verlag, Klagenfurt 1994 ISBN: 3-85129-149-2
- Die Vernichtung Mitteleuropas. Essays. Wieser Verlag, Klagenfurt 1991 ISBN: 3-85129-043-7
- Der wohlwollende Despot. Über die Staatsschattengewächse - Essay. Wieser Verlag, Klagenfurt 1989 ISBN: 3-85129-018-6
- Tinte ist bitter. Literarische Porträts aus Barbaropa - Essays. Wieser Verlag, Klagenfurt 1988 ISBN: 3-85129-003-8
- Wann endet die Nacht. Über Albert Ehrenstein - ein Essay. Edition Moderne, Zürich 1986 ISBN: 3-907010-24-8

## Vezi și
- Literatura germană

## Legături externe
- Publisher Otto Müller Verlag, Salzburg
- Publisher Wieser Verlag, Klagenfurt
- Publisher Paul Zsolnay Verlag, Viena
- Literary Award: Georg Dehio-Buchpreis 2006